# Fernandezia myrtillus
Fernandezia myrtillus är en orkidéart som först beskrevs av Heinrich Gustav Reichenbach, och fick sitt nu gällande namn av Leslie Andrew Garay och Galfrid Clement Keyworth Dunsterville. Fernandezia myrtillus ingår i släktet Fernandezia och familjen orkidéer. Inga underarter finns listade i Catalogue of Life.